# لوس آرکوس، تگزاس
لوس آرکوس (به انگلیسی: Los Arcos) یک منطقهٔ مسکونی در ایالات متحده آمریکا است که در تگزاس واقع شده‌است. لوس آرکوس ۱۲۷ نفر جمعیت دارد.